# Takeda Nobutora

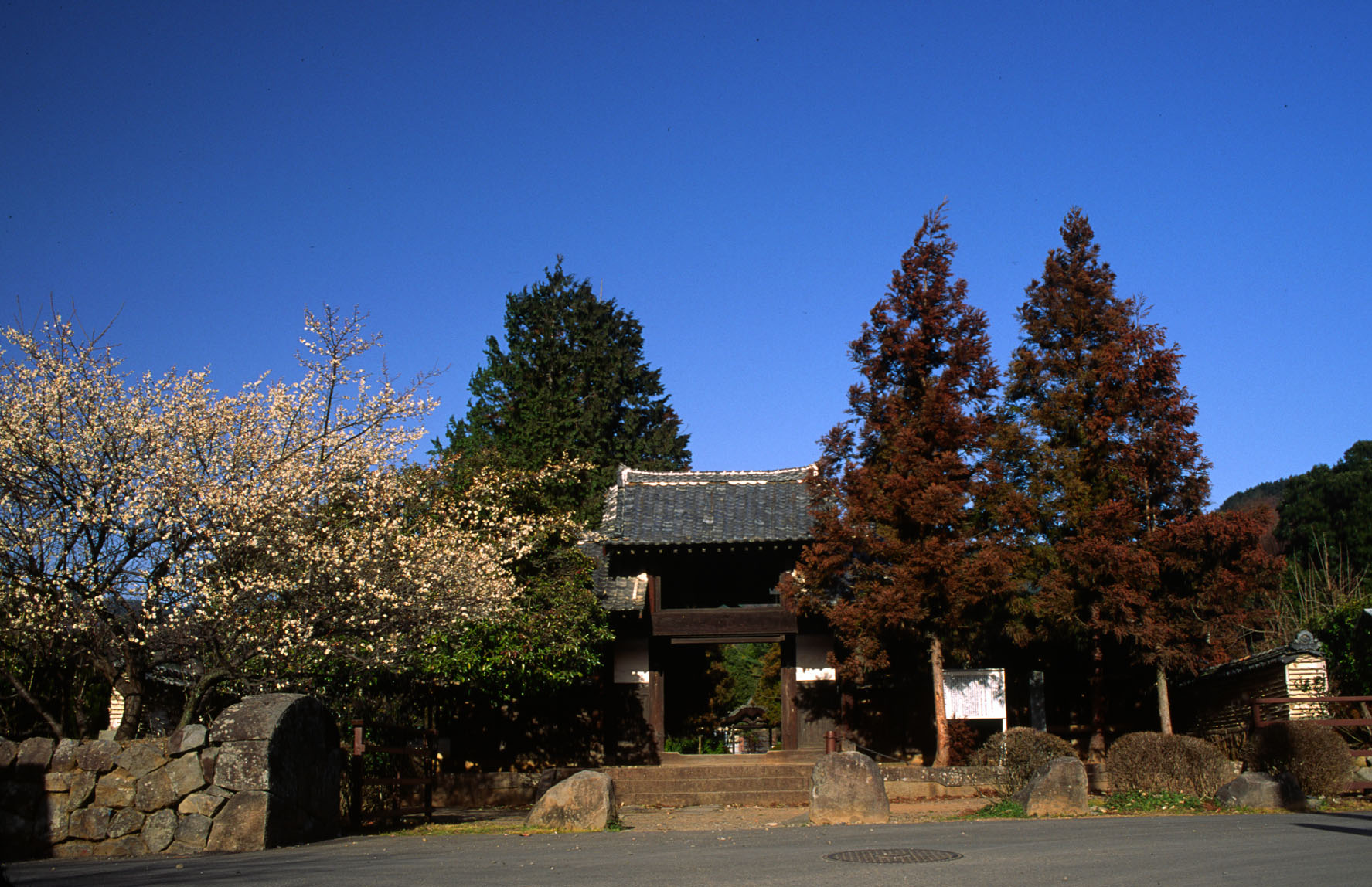
Das Grab von Takeda Nobutora liegt am Daisen-ji in Kōfu, Yamanashi.

Takeda Nobutora (jap. 武田 信虎; * 11. Februar 1494 in Isawa (Yamanashi); † 27. März 1574) war ein japanischer Daimyō (Feudalherr), der die Provinz Kai beherrschte und in einer Reihe von Schlachten in der Sengoku-Zeit kämpfte. Er gehörte zu den Sengoku-Daimyō, die in Japans Feudalzeit direkt vom Machtverlust des Kaiserhofes in Kyōto profitierten. Er war der Vater von Takeda Shingen, dessen ursprünglicher Name Harunobu ist, und zweier weiterer Söhne, Nobushige und Nobukado.

## Leben und Wirken

### Jugend
Takeda Nobutora wurde als ältester Sohn von Takeda Nobutsuna (武田 信縄) in dessen Wohnsitz in Isawa (Yamanashi) in der Mitte seiner Provinz Kai geboren. Er soll von Geburt an kühn und erhaben gewesen sein. Sein Kindheitsname war Kawada Gorō (川田五郎). Mit 14 Jahren wurde er 1508 das 18. Oberhaupt der Takeda von Kai. Ihm gelang es, bis 1521 die meisten Familien in der Provinz Kai zu unterwerfen und außerdem die Provinz Rikuzen, Provinz Rikuchū und die Provinz Mutsu zu erobern.

### Erwachsenenalter
Später kamen die Provinz Musashi im Osten (heute: Präfekturen Tokio und Saitama) und die Provinz Sagami und die Provinz Suruga (heute Präfekturen Kanagawa und Shizuoka) im Süden hinzu. Außerdem hat er mit seiner militärischen Stärke den Einfluss im Norden in der Provinz Shinano und in den übrigen Nachbarländereien ausgebaut. Er schaffte die Basis für das Land seines Sohnes Takeda Shingen und damit dessen Position als einer der mächtigsten Daimyō. Als seinen Erben wollte er allerdings seinen hitzköpfigen ältesten Sohn Harunobu (Takeda Shingen) nicht.

### Leben im Exil
im Jahre 10 Tenbun 1542, als er 48 Jahre alt wurde, hat er sich nach Surugawa (Provinz Suruga) zu den Imagawa (Klan) (einem Vasallenklan der Takeda zu dieser Zeit) in einen Tempel zurückgezogen und fortan ein Mönchsleben geführt, unter dem offiziellen Vorwand, von Kyoto aus verbannt worden zu sein. Allerdings gehen die meisten Historiker davon aus, dass sein heißblütiger Sohn, den er enterben wollte, ihn verbannt hat und die Macht einfach übernommen hat.
In seinen späteren Jahren ist er in die Provinz Shinano in die Burg Takatō (高遠城) gegangen, und als er mit 80 Jahren aufgrund hohen Alters an einer Krankheit verstarb, soll ihm bis dahin die Heimkehr versagt geblieben sein.

## Teilnahme an Schlachten
Nobutora kämpfte gegen Hiraga Genshin in der Schlacht von Un no Kuchi im Jahr 1536. Er wurde zum Rückzug gezwungen, aber sein Sohn Harunobu besiegte Hiraga und nahm das Schloss ein. Nobutora wollte trotzdem seine Nachfolge an seinen anderen Sohn Nobushige abgeben, und so überwarf sich Harunobu Takeda Shingen mit seinem Vater und verbannte ihn nach Suruga. Er starb 1574.

## Familie
- Großvater: Takeda Nobumasa
- Vater: Takeda Nobutsuna
- Söhne:
  - Takeda Shingen (1521–1573)
  - Takeda Nobushige (1525–1561)
  - Takeda Nobukado (1529–1582)

## Grab
Sein offizielles Grab liegt auf dem Gelände des Daisen-ji (Kōfu) in der japanischen Präfektur Yamanashi.